# The Heart of Jim Brice
The Heart of Jim Brice è un cortometraggio muto del 1915 diretto e interpretato da Maurice Costello e Robert Gaillard.

## Produzione
Il film fu prodotto dalla Vitagraph Company of America.

## Distribuzione
Distribuito dalla General Film Company, il film - un cortometraggio in una bobina - uscì nelle sale cinematografiche statunitensi il 1º aprile 1915.